# Дамбитис, Роберт
Робертс Дамбитис (латыш. Roberts Dambītis; 2 мая 1881, Трикатенская волость, Лифляндская губерния, Российская империя — 27 марта 1957, с. Триката, Латвийская ССР, СССР) — латвийский военный и государственный деятель, военный министр Латвии в 1940 году.

## Биография
Выпускник Виленского военного училища, затем — Санкт-Петербургской Интендантской военной академии.

## Служба вРусской армии
Службу начал вольноопределяющимся под Ковно в 109-м Волжском полку 28-й пехотной дивизии. Во время Первой мировой войны — поручик 2-й бригады латышских стрелков, квартирмейстер (1916—1917). Последний чин в русской армии — подполковник. За отличия награждён орденами святого Станислава II степени, святой Анны III степени, святого Владимира IV степени.

## Служба в Латвийской армии
После провозглашения латвийского государства был одним из первых военачальников, которые приняли участие в формирования Народного Совета. В 1918 г. возглавил общественную организацию латышских офицеров. 18 ноября 1918 года от имени этого союза офицеров выступил на торжественном заседании, где была провозглашена независимость Латвии. 21 ноября 1918 года стал заместителем военного министра в первом правительстве Латвийской Республики.
Участвовал во многих сражениях Гражданской войны в Латвии, в том числе в обороне Риги против армии Бермондта-Авалова. В 1920 году произведён в полковники. В 1931 году назначен на должность начальника мобилизационного управления Генерального штаба.
Более 20 лет служил в латвийской армии на разных должностях высокого ранга. С 11 июля 1935 г. — генерал латвийской армии, заместитель начальника Генерального штаба.
С 1939 года в отставке.

## Служба в Латвийской ССР
В июне 1940 года, будучи генералом в отставке, стал военным министром в правительстве А. Кирхенштейна. Был одним из авторов декларации нового правительства Латвии от 21.07.1940 г. Был избран в Народный Сейм, в августе переименованный в Верховный Совет Латвийской ССР.
Председатель ликвидационной комиссии Латвийской ССР. Член Президиума Верховного Совета Латвийской ССР.
После начала Великой Отечественной войны 20 июля 1941 году был арестован гитлеровцами и заключён в Центральную Рижскую тюрьму, позже переведен в тюрьму гестапо в Берлине, после чего отправлен в концентрационный лагерь Заксенхаузен.
После окончания войны в 1945 году вернулся в Латвию. Работал председателем колхоза. После 1948 вышел на пенсию.
Умер 27 марта 1957 в родной волости и похоронен на местном кладбище.